# Augea (Jura)
 Augea  es una población y comuna francesa, en la región de Franco Condado, departamento de Jura, en el distrito de Lons-le-Saunier y cantón de Beaufort (Jura).

## Demografía
| 341 | 295 | 274 | 243 | 285 | 272 |
| Para los censos de 1962 a 1999 la población legal corresponde a la población sin duplicidades (Fuente: INSEE [Consultar]) |     |     |     |     |     |